# Michail Skrjabin
Michail Archipovitsj Skrjabin (Russisch: Михаил Архипович Скрябин) (Ordzjonikidzevski Distrikt (Jakoetië), 28 december 1946 - Jakoetsk, 6 mei 2011) was een Russisch acteur. Hij leed van jongs af aan een ziekte die hem in 2011 fataal werd. Kort voor zijn overlijden speelde hij zijn grootste filmrol, in De Stoker (Russisch: Кочегар) van Aleksej Balabanov. 

## Films
- 2002 - Rivier (Река)
- 2004 - De Amerikaan (Американец)
- 2007 - Cargo 200 (Груз 200)
- 2010 - Stoker (Кочегар)

- Library of Congress Control Number: no2015041279
- Virtual International Authority File: 315534262
- WorldCat: E39PBJvcWQfhWd9BjmDg3B3hHC